# Зіза Богдан Сергійович
Богдан Сергійович Зіза (за паспортом — Азізов; нар. 23 листопада 1994, Євпаторія, АР Крим, Україна) — український художник та політичний активіст. У травні 2022 року облив синьо-жовтою фарбою будівлю Адміністрації міста Євпаторія, після чого було затримано російськими правоохоронними органами за підозрою у тероризмі. Богдану Зізі від нинішнього російського ладу загрожує до 15 років ув'язнення.

## Біографія
Народився 23 листопада 1994 року у Євпаторії. Прописаний у селі Менчикури Запорізької області, але мешкав у Євпаторії. Мати — кримська татарка.. До 12 років жив з матір'ю, яка виховувала сина одна, яка перебуває у скрутному матеріальному становищі і страждала від алкоголізму. Після позбавлення матері батьківських прав Богдана виховувала бабуся. Мати померла, коли Богданові виповнилося 22 роки. Родичі Богдана Зизи мешкають на материковій частині України.
Зіза працював баристою у кафе протягом п'яти років. Їздив на підробітки до Російської Федерації. Захоплювався фото та відеозйомкою, вивчав 3D-моделювання. Вів активний спосіб життя: займався спортом, ходив у піші походи.
Почав слідкувати за політикою після анексії Криму до Росії у 2014 році. Вважав Крим частиною України. Виступив проти поправок до конституції Росії у 2020. За день до повномасштабного вторгнення Росії в Україну Зіза записав на камеру та опублікував власний антивоєнний вірш.

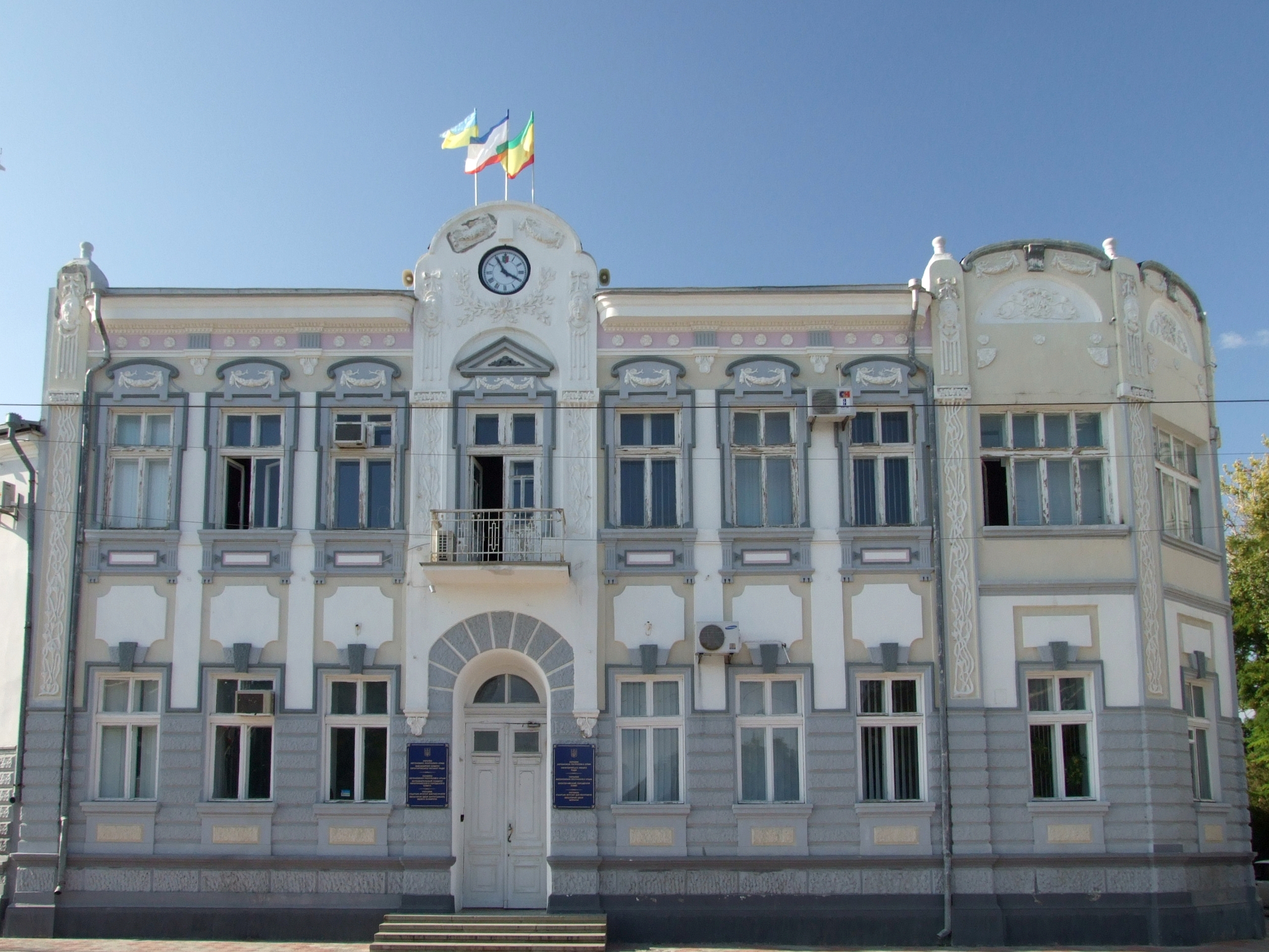
Будівля Адміністрації міста Євпаторія

Вранці 16 травня 2022 року Зіза вилив на двері та фасад будівлі Адміністрації міста Євпаторія жовто-синю фарбу (кольори прапора України) та кинув «коктейль Молотова». Своєю акцією Зіза висловив протест проти російського вторгнення. Увечері того ж дня активіста було затримано. Пізніше телеканал «Крим 24» розповсюдив відео з публічним визнанням Зізи вини у скоєному та принесенні жителям Криму вибачень. На відео Зіза знаходився у збудженому та нервовому стані, поводився неприродно. У зв'язку з чим цим близькі та друзі заявили про тиск на нього. Також у цей день проросійський блогер Олександр Таліпов опублікував відео від будівлі адміністрації, де закадровий змінений голос закликає виходити на акції протесту проти воєнних дій.
18 травня суддя Євпаторійського міського суду Тетяна Ротко визнала винним Зізу в адміністративній справі про «дискредитацію Збройних сил Росії» (стаття 20.3.3 КоАП). Ця стаття не передбачає арешту, але після рішення суду Зіза на волю не вийшов і був направлений до слідчого ізолятора у Сімферополі. У листі від 22 травня до свого друга Зіза розповів, що він заарештований до 16 липня, проходить у справі навмисного ушкодження або знищення майна (стаття 167 Кримінального кодексу РФ) і сподівається винести йому умовний термін. 2 червня суддя Верховного суду Криму Олена Спасенкова залишила в силі рішення про арешт Зізи.
Моя Мама жива, как никогда, моя Мама бессмертна.

Моя Мама — Украина!

И пишу от имени сотен тысяч крымчан:

Дорогая Мама, забери нас обратно, мы хотим в Твои родные объятия!
За версією слідчого ФСБ Віталія Власова, Зіза здійснив акцію з метою на органи влади для зупинки військових дій і «залякування населення Росії». 20 травня прес-служба регіонального управління ФСБ повідомила, що активіст проходить у справі щодо підготовки теракту (стаття 205 КК РФ). 10 червня Росфінмоніторинг вніс Зізу до списку екстремістів та терористів. Адвокат за призначенням суду тричі намагався зустрітися із підзахисним, проте у зустрічах йому було відмовлено. У ході слідства у Зізи змінилося три адвокати за призначенням.
У першому відкритому листі, опублікованому групою прихильників Зізи, активіст звернувся до України в день незалежності, де порівняв її з матір'ю і вибачився.

13 жовтня 2022 року Богдан Сергійович написав другий відкритий лист, у якому, зокрема, зазначено: 
 Приниження, побиття, тортури. Відсутність елементарних прав. Постійне почуття незахищеності, страх. Нав'язливе бажання опинитися в іншому, безпечнішому місці. Можна подумати, що я пишу про перебування у СІЗО, але не зовсім. Життя в Росії давно стало подібністю до тюремного режиму. Свобода слова в цій країні надто дороге задоволення. Іноді воно може коштувати свою свободу. Однак мовчання зараз обходиться набагато дорожче: воно забирає життя, калічить долі, і цей рахунок йде на мільйони. Кожен, хто публічно не висловлюється проти цієї війни, хто не робить нічого, щоб її зупинити, є пасивним співучасником у цьому жахливому злочині, який чинить російська влада. Я вирішив зробити хоч щось, щоб висловити свою незгоду… Це дикість, що у наші дні ми спостерігаємо війну таких масштабів. Дикість, яку ми ніяк не намагаємось зупинити. Мене судять не за фарбу та запальну суміш. Мене хочуть закрити за слова, за позицію, яка незручна окупаційній адміністрації Криму. Але жодні гроші, жодні погрози та тортури не змусять мене змінити свою думку. Я втомився боятися. Я не хочу тікати у пошуках кращого місця для життя. Я хочу, щоб мій рідний дім був таким. Мій дім — Крим. Мій дім — Україна
У листопаді 2022 року стало відомо, що Зіза проходить за трьома статтями: вчинення терористичного акту (частина 1 статті 205 КК РФ), загроза вчинення теракту (частина 1 статті 205), заклик до тероризму (частина 2 статті 205), вандалізм (Частина 2 статті 214).

## Підтримка
Під час арешту Зіза став символом проукраїнського спротиву у Криму. На його підтримку виходили на мітинги у Тбілісі та Вільнюсі з плакатами: Save Bogdan Ziza. Crimea is Ukraine (Врятуйте Богдана Зізу. Крим — Україна).
У вересні 2022 року «Українська залізниця» прикрасила сім вагонів, назвавши їх «Потяг до перемоги», де один із вагонів був присвячений Богдану Зізі.
27 лютого 2024 року гурт Хейтспіч випустив трек «Голос», кліп до якого був присвячений Богдану Зізі. В кінці кліпу оповідається й сама історія Богдана.